# Tetraponera emacerata
Tetraponera emacerata é uma espécie de formiga do gênero Tetraponera, pertencente à subfamília Pseudomyrmecinae.